# 徹里吉
徹里吉，西羌國王，是《三國演義》中的虛構人物。手下有丞相雅丹及元帥越吉。小说中在诸葛亮一伐时出场。
因蜀漢丞相諸葛亮派兵伐魏，魏軍勢孤，都督曹真馳書赴羌求救。徹里吉聽從丞相雅丹之言，命雅丹與越吉元帥起羌兵（號為「鐵車兵」）十五萬，直抵西平關。
諸葛亮喚馬岱與關興、張苞領兵同往迎敵。最初蜀兵大敗，後因關公顯靈，加之孔明施計，鐵車兵中了埋伏，大亂。越吉被關興砍於馬下，陣亡，雅丹亦被俘。其餘羌兵四處逃竄。
諸葛亮為籠絡人心，將俘虜的數萬羌兵盡皆放回，所獲車馬器械也全數歸還。雅丹等人深感其德，拜謝而去。
此後，演義再無提及徹里吉等人。